# Фредериксверк
Фредериксверк (дат. Frederiksværk) — город в Дании. Расположен в коммуне Хальсенс региона Ховедстаден. Население города на 1 января 2021 года составляет 12860 человек.

## География
Город Фредериксверк находится на острове Зеландия, в регионе Ховедстаден. Ранее входил в коммуну Фредериксборг, ныне же образует совместно с городом Хуннестедом новую коммуну Хальснес (до 2007 года носила название «коммуна Фредериксверк-Хуннестед»).

## История
История города берёт свое начало 25 августа 1756 года, когда король Фредерик V решил дать название городку, образовавшемуся вокруг пушечного завода (с датского Фредериксверк переводится как «завод Фредерика»). Пушечный завод в городе был построен несколькими годами ранее французским литейщиком Пейрембертом. Фредерик V попросил своего советника по канцелярии Йохана Фредерика Классена взять на себя управление литейным цехом. Под руководством Классена город расцвел, в нём появилась пороховая фабрика, а также наблюдался рост легкой промышленности и ремесла.
Классену было поручено построить новый литейный цех в 1761—1767 годах. До 1928 года он использовался в качестве пушечного литейного цеха, а до 1976 года — для тяжелой промышленности. Здание цеха было отреставрировано и вновь открыто 12 июня 1996 года. В настоящее время он используется как центр искусства и культуры с театральными, музыкальными и художественными выставками.
Дом Классена в неоклассическом стиле все еще стоит. Он находится в частной собственности, но его можно осмотреть снаружи.

## Достопримечательности

### Городской музей
Расположен в старом арсенале, который использовался как склад пушек, отлитых в Йетхусете. Экспонаты музея посвящены изготовлению оружия, производству пороха и медному прокату в период с 1750 по 1900 год. Здесь также расположен отреставрированный продуктовый магазин 1900 года.

### Музей пороховой мельницы
В небольшом музее под открытым небом, входящем в состав промышленного музея города, находится одна из наиболее хорошо сохранившихся в мире пороховых мельниц со зданиями и рабочими машинами 1800 года. На территории также находится действующая водяная мельница.

### Руины замков
Руины замка Дроннингхольм, основанного Вальдемаром Великим, находятся недалеко от Арресо. Замок был одним из крупнейших в стране до пожара в 1525 году. По легенде замок был подарен королеве Дагмаре Богемской.
Замок Ассербо, лежащий в лесах Тисвильде Хегн, был основан епископом Абсалоном в XII веке и использовался как монастырь для монахов цистерцианского ордена, приглашенных из Франции. В 1560 году король отобрал замок у монахов. Замок постепенно разрушался и был поглощён зыбучими песками. Ассербо был откопан из песков королем Фредериком VII в 1849 году, однако затем вновь поглощён песками. В 1972 году руины замка были раскопаны сотрудниками Национального музея Дании.

## Известные уроженцы
- Антон Фредерик Чернинг — (1795—1874) офицер датской армии, политик.
- Арнольд Крог (1856—1931) — датский архитектор, художник, дизайнер и художественный руководитель Royal Copenhagen.
- Аасе Хансен (1893—1981) — датский педагог, переводчик и писатель.
- Кнут Ансгар Нельсон (1906—1990) — епископ Стокгольма в 1957—1962 гг.
- Хенрик Хансен (1920—2010) — борец греко-римского стиля, бронзовый призер летних Олимпийских игр 1948 года.
- Свенд Ове Педерсен (1920—2009) — гребец, командный бронзовый призер летних Олимпийских игр 1952 года.
- Бенни Нильсен (1951 г.р.) — бывший датский  футболист, сыгравший 28 матчей за Данию.
- Андерс Томас Йенсен (1972 г.р.) — датский сценарист и кинорежиссер.
- Томас Франк (1973 г.р.) — датский футбольный менеджер, главный тренер футбольного клуба Брентфорд.
- Анила Мирза (1974 г.р.) — датская певица, участница поп-группы Toy-Box.